# 그림 도사와 홍길동
"그림 도사와 홍길동"은 대한민국의 비유엠 영화 제작소에서 만든 SF 액션 영화이다.

## 상영정보
- 비디오출시 : 1991년 10월 25일 (VHS, BUM 영화 제작소)

## 등장인물

### 주인공
- 이봉원 : 홍길동
- 정명재 : 그림도사

### 주변 인물
- 박지수 : 이화 선녀
- 최영준 : 덜렁이
- 최불암 : 푼수 도사

### 그 외 인물
- 최윤일 : 지옥여마왕
- 박영희 : 부용 선녀
- 박세범 : 산적
- 장동일 : 명성장인
- 허택진 : 포도대장
- 임채윤 : 흑나찰
- 전문식 : 백나찰
- 김용건
- 김찬우
- 사미자

## 제작진
- 감독/각본 : 조종우
- 조감독 : 이상엽, 이종오
- 촬영 : 김진철
- 조명 : 이태신
- 스틸 : 윤호영
- 기획 : 김성환
- 제작부장 : 이상범
- 녹음 : 돌코녹음실
- 음악/기획 : 남우영
- 특수효과 : 정도안
- 무술감독 : 장동일
- 분장 : 이윤희
- 의상 : 이해윤
- 편집 : 강명완
- 소품 : 윤명옥
- 텔레시네 : 한국미디어
- 현상 : 세방현상소

## 협찬
- 아이템풀, 정일과학, 소년중앙

## 같이 보기
- 슈퍼 홍길동 시리즈